# 2011-es montreali műugró-Grand Prix-verseny
A Nemzetközi Úszószövetség (FINA) 2011-ben a 17. alkalommal rendezte meg április 29. és május 1. között a műugró-Grand Prix-versenysorozatot, melynek harmadik állomása a kanadai Montréal volt.

## Éremtáblázat
| Helyezés | Ország        | Arany | Ezüst | Bronz | Összesen |
| 1        | Kína          | 6     | 2     | 2     | 10       |
| 2        | Kanada        | 1     | 3     | 1     | 5        |
| 3        | Ausztrália    | 1     | 1     | 1     | 3        |
| 4        | Oroszország   | –     | 1     | 1     | 2        |
| 5        | Spanyolország | –     | 1     | –     | 1        |
| 6        | Japán         | –     | –     | 2     | 2        |
| 7        | Kuba          | –     | –     | 1     | 1        |
| Összesen | Összesen      | 8     | 8     | 8     | 24       |

## Versenyszámok

### Férfiak

#### 3 méteres műugrás
| Helyezés | Ország             | Név                       | Selejtező | Selejtező | Középdöntő | Középdöntő | Döntő   | Döntő  |
| Helyezés | Ország             | Név                       | Rangsor   | Pontok    | Rangsor    | Pontok     | Rangsor | Pontok |
| -------- | ------------------ | ------------------------- | --------- | --------- | ---------- | ---------- | ------- | ------ |
|          | Kína               | Li Si-hszin               | 2         | 448.35    | 6          | 453.80     | 1       | 532.55 |
|          | Spanyolország      | Javier Illana             | 10        | 404.40    | 1          | 475.40     | 2       | 499.50 |
|          | Japán              | Szakai Sho                | 4         | 440.05    | 3          | 462.75     | 3       | 485.25 |
| 4        | Kína               | Csang Hszin-hua           | 1         | 461.90    | 2          | 463.05     | 4       | 483.55 |
| 5        | Oroszország        | Alekszandr Dobroszkok     | 3         | 446.65    | 4          | 454.10     | 5       | 456.45 |
| 6        | Brazília           | César Castro              | 7         | 418.80    | 5          | 453.60     | 6       | 412.25 |
|          |                    |                           |           |           |            |            |         |        |
| 7        | Kuba               | Jorge Luis Pupo Carballo  | 5         | 422.75    | 7          | 435.75     |         |        |
| 8        | Franciaország      | Matthieu Rosset           | 8         | 417.70    | 8          | 432.10     |         |        |
| 9        | Kanada             | François Imbeau-Dulac     | 12        | 400.25    | 9          | 425.35     |         |        |
| 10       | Németország        | Pavlo Rozenberg           | 11        | 402.55    | 10         | 425.00     |         |        |
| 11       | Ausztrália         | Grant Nel                 | 6         | 421.35    | 11         | 411.20     |         |        |
| 12       | Malajzia           | Yeoh Ken Nee              | 9         | 405.30    | 12         | 406.20     |         |        |
|          |                    |                           |           |           |            |            |         |        |
| 13       | Egyesült Királyság | Oliver James Dingley      | 13        | 395.30    |            |            |         |        |
| 14       | Egyesült Királyság | Jack David Laugher        | 14        | 393.15    |            |            |         |        |
| 15       | Ausztrália         | Ethan Warren              | 15        | 389.60    |            |            |         |        |
| 16       | Franciaország      | Damien Cely               | 16        | 381.05    |            |            |         |        |
| 17       | Kolumbia           | Sebastián Villa Castañeda | 17        | 380.10    |            |            |         |        |
| 18       | Venezuela          | Edickson Contreras        | 18        | 374.35    |            |            |         |        |
| 19       | Olaszország        | Michele Benedetti         | 19        | 365.25    |            |            |         |        |
| 20       | Kanada             | Riley McCormick           | 20        | 359.15    |            |            |         |        |
| 21       | Németország        | Oliver Homuth             | 21        | 351.95    |            |            |         |        |
| 22       | Japán              | Okamoto Ju                | 22        | 350.50    |            |            |         |        |
| 23       | Olaszország        | Tommaso Rinaldi           | 23        | 347.70    |            |            |         |        |
| 24       | USA                | Aaron Fleshner            | 24        | 345.85    |            |            |         |        |
| 25       | Kanada             | Cody Yano                 | 25        | 343.35    |            |            |         |        |
| 26       | Oroszország        | Jevgenyij Novoszelov      | 26        | 327.55    |            |            |         |        |
| 27       | Venezuela          | Jorge Sánchez             | 27        | 282.60    |            |            |         |        |
| 28       | Kolumbia           | Miguel Ángel Reyes        | 28        | 277.15    |            |            |         |        |
| 29       | Guatemala          | Roberto Barrientos        | 29        | 203.55    |            |            |         |        |
| 30       | Guatemala          | José Rosales              | 30        | 186.00    |            |            |         |        |

#### 3 méteres szinkronugrás
| Helyezés | Ország             | Név                                       | Pontok |
| -------- | ------------------ | ----------------------------------------- | ------ |
|          | Kína               | Li Si-hszin / Ho Min                      | 412.32 |
|          | Ausztrália         | Grant Nel / Ethan Warren                  | 371.49 |
|          | Japán              | Okamoto Ju / Szakai Sho                   | 365.04 |
| 4        | Franciaország      | Damien Cely / Matthieu Rosset             | 361.08 |
| 5        | Olaszország        | Michele Benedetti / Tommaso Rinaldi       | 359.22 |
| 6        | Egyesült Királyság | Jack David Laugher / Oliver James Dingley | 341.91 |
| 7        | USA                | Chris Heaton / Aaron Fleshner             | 333.00 |
| 8        | Guatemala          | Roberto Barrientos / José Rosales         | 179.97 |

#### 10 méteres toronyugrás
| Helyezés | Ország             | Név                           | Selejtező | Selejtező | Középdöntő | Középdöntő | Döntő   | Döntő  |
| Helyezés | Ország             | Név                           | Rangsor   | Pontok    | Rangsor    | Pontok     | Rangsor | Pontok |
| -------- | ------------------ | ----------------------------- | --------- | --------- | ---------- | ---------- | ------- | ------ |
|          | Ausztrália         | Matthew Mitcham               | 2         | 496.40    | 2          | 481.15     | 1       | 541.20 |
|          | Kína               | Csou Lu-hszin                 | 1         | 504.85    | 3          | 476.70     | 2       | 536.80 |
|          | Oroszország        | Gleb Galperin                 | 7         | 407.90    | 4          | 476.65     | 3       | 521.80 |
| 4        | Malajzia           | Bryan Nickson Lomas           | 12        | 382.80    | 6          | 423.90     | 4       | 485.35 |
| 5        | Kína               | Jang Li-kuang                 | 3         | 485.40    | 1          | 485.30     | 5       | 473.25 |
| 6        | Oroszország        | Szergej Nazin                 | 6         | 409.15    | 5          | 458.60     | 6       | 433.35 |
|          |                    |                               |           |           |            |            |         |        |
| 7        | Brazília           | Hugo Pellicer Parisi          | 5         | 422.70    | 7          | 449.00     |         |        |
| 8        | Kolumbia           | Sebastián Villa Castañeda     | 9         | 399.00    | 8          | 435.70     |         |        |
| 9        | Németország        | Martin Wolfram                | 11        | 390.90    | 9          | 426.10     |         |        |
| 10       | Kanada             | Eric Thomas Sehn              | 10        | 398.70    | 10         | 405.55     |         |        |
| 11       | Kanada             | Riley McCormick               | 4         | 435.95    | 11         | 399.70     |         |        |
| 12       | Malajzia           | Ooi Tze Liang                 | 8         | 400.35    | 12         | 364.35     |         |        |
|          |                    |                               |           |           |            |            |         |        |
| 13       | Kanada             | Kevin Geyson                  | 13        | 365.50    |            |            |         |        |
| 14       | Egyesült Királyság | Callum Johnstone              | 14        | 364.75    |            |            |         |        |
| 15       | Ausztrália         | James Connor                  | 15        | 353.95    |            |            |         |        |
| 16       | Japán              | Murakami Kazuki               | 16        | 352.35    |            |            |         |        |
| 17       | Egyesült Királyság | Max Brick                     | 17        | 347.00    |            |            |         |        |
| 18       | Venezuela          | Edickson Contreras            | 18        | 340.10    |            |            |         |        |
| 19       | Németország        | Christian Picker              | 19        | 338.10    |            |            |         |        |
| 20       | Kuba               | Jenklen Ernesto Aguirre Manso | 20        | 329.35    |            |            |         |        |
| 21       | Kolumbia           | Víctor Ortega                 | 21        | 313.50    |            |            |         |        |
| 22       | Kanada             | Nicholas Lachance             | 22        | 292.50    |            |            |         |        |
| 23       | Venezuela          | Enrique Rojas                 | 23        | 289.60    |            |            |         |        |
| 24       | USA                | Dashiell Enos                 | 24        | 278.05    |            |            |         |        |
| 25       | Brazília           | Rui Marinho                   | 25        | 225.30    |            |            |         |        |
| 26       | Guatemala          | Roberto Barrientos            | 26        | 191.55    |            |            |         |        |
| 27       | Guatemala          | Kleyber Herrador              | 27        | 191.25    |            |            |         |        |

#### 10 méteres szinkronugrás
| Helyezés | Ország      | Név                                                       | Pontok |
| -------- | ----------- | --------------------------------------------------------- | ------ |
|          | Kína        | Jang Li-kuang / Csou Lu-hszin                             | 442.56 |
|          | Oroszország | Roman Izmajlov / Gleb Galperin                            | 441.87 |
|          | Kuba        | José Antonio Guerra Oliva / Jenklen Ernesto Aguirre Manso | 421.62 |
| 4        | Kanada      | Eric Thomas Sehn / Kevin Geyson                           | 394.65 |
| 5        | Brazília    | Hugo Pellicer Parisi / Rui Marinho                        | 380.73 |
| 6        | Venezuela   | Edickson Contreras / Enrique Rojas                        | 372.84 |
| 7        | Japán       | Okamoto Ju / Murakami Kazuki                              | 368.58 |
| 8        | USA         | Dashiell Enos / Mark Murdock                              | 337.47 |

### Nők

#### 3 méteres műugrás
| Helyezés | Ország             | Név                  | Selejtező | Selejtező | Középdöntő | Középdöntő | Döntő   | Döntő  |
| Helyezés | Ország             | Név                  | Rangsor   | Pontok    | Rangsor    | Pontok     | Rangsor | Pontok |
| -------- | ------------------ | -------------------- | --------- | --------- | ---------- | ---------- | ------- | ------ |
|          | Kína               | Vang Han             | 3         | 343.80    | 1          | 373.00     | 1       | 397.20 |
|          | Kanada             | Jennifer Abel        | 1         | 354.85    | 3          | 330.90     | 2       | 387.90 |
|          | Kína               | Liu Csiao            | 2         | 346.00    | 2          | 345.45     | 3       | 359.55 |
| 4        | Németország        | Uschi Freitag        | 11        | 281.30    | 6          | 300.80     | 4       | 327.50 |
| 5        | Kanada             | Emilie Heymans       | 4         | 327.30    | 4          | 324.00     | 5       | 325.40 |
| 6        | Ausztrália         | Anabelle Smith       | 5         | 306.45    | 5          | 312.40     | 6       | 307.65 |
|          |                    |                      |           |           |            |            |         |        |
| 7        | Olaszország        | Maria Marconi        | 10        | 281.80    | 7          | 301.55     |         |        |
| 8        | Japán              | Shibusawa Sayaka     | 9         | 294.60    | 8          | 299.00     |         |        |
| 9        | Brazília           | Juliana Veloso       | 6         | 304.80    | 9          | 287.05     |         |        |
| 10       | USA                | Laura Ryan           | 12        | 273.25    | 10         | 273.00     |         |        |
| 11       | Kolumbia           | Diana Pineda Zuletra | 14        | 266.00    | 11         | 264.70     |         |        |
| 12       | Németország        | Nora Subschinski     | 8         | 298.80    | 12         | 260.25     |         |        |
|          |                    |                      |           |           |            |            |         |        |
| 13       | Kanada             | Pamela Ware          | 7         | 301.20    |            |            |         |        |
| 14       | Kanada             | Jo-Annie Dubois      | 13        | 266.85    |            |            |         |        |
| 15       | Oroszország        | Krisztina Ilinih     | 15        | 256.90    |            |            |         |        |
| 16       | Egyesült Királyság | Grace Reid           | 16        | 252.05    |            |            |         |        |
| 17       | Franciaország      | Fanny Bouvet         | 17        | 248.65    |            |            |         |        |
| 18       | Oroszország        | Darja Govor          | 18        | 246.55    |            |            |         |        |
| 19       | Malajzia           | Wendy Ng Yan Yee     | 19        | 238.15    |            |            |         |        |
| 20       | USA                | Kathryn Connolly     | 20        | 216.60    |            |            |         |        |
| 21       | Franciaország      | Marion Farissier     | 21        | 209.35    |            |            |         |        |
| 23       | Guatemala          | Paulina Guzim Goi    | 22        | 208.50    |            |            |         |        |
| 23       | Puerto Rico        | Luisa Jiménez        | 22        | 208.50    |            |            |         |        |
| 24       | Brazília           | Tammy Galera         | 24        | 198.30    |            |            |         |        |
| 25       | Kuba               | Jaimara García       | 25        | 198.10    |            |            |         |        |
| 26       | Venezuela          | Lisette Ramírez      | 26        | 177.00    |            |            |         |        |

#### 3 méteres szinkronugrás
| Helyezés | Ország        | Név                                | Pontok |
| -------- | ------------- | ---------------------------------- | ------ |
|          | Kína          | Vang Han / Cseng Csü-ilin          | 325.50 |
|          | Kanada        | Jennifer Abel / Emilie Heymans     | 307.80 |
|          | Ausztrália    | Anabelle Smith / Sharleen Stratton | 303.30 |
| 4        | Németország   | Katja Dieckow / Uschi Freitag      | 292.20 |
| 5        | Kanada        | Pamela Ware / Carol-Ann Ware       | 286.56 |
| 6        | USA           | Laura Ryan / Kathryn Connolly      | 273.00 |
| 7        | Brazília      | Julianna Veloso / Tammy Galera     | 257.34 |
| 8        | Japán         | Nakagawa Mai / Shibusawa Sayaka    | 254.40 |
| 9        | Franciaország | Marion Farissier / Fanny Bouvet    | 249.42 |

#### 10 méteres toronyugrás
| Helyezés | Ország             | Név                  | Selejtező | Selejtező | Középdöntő | Középdöntő | Döntő   | Döntő  |
| Helyezés | Ország             | Név                  | Rangsor   | Pontok    | Rangsor    | Pontok     | Rangsor | Pontok |
| -------- | ------------------ | -------------------- | --------- | --------- | ---------- | ---------- | ------- | ------ |
|          | Kanada             | Roseline Filion      | 4         | 342.80    | 4          | 346.65     | 1       | 379.05 |
|          | Kína               | Liu Huj-hszia        | 1         | 365.30    | 1          | 395.50     | 2       | 370.50 |
|          | Kína               | Ma Sze-no            | 2         | 349.15    | 2          | 372.40     | 3       | 359.10 |
| 4        | Olaszország        | Bátki Noémi          | 3         | 346.45    | 5          | 331.65     | 4       | 342.25 |
| 5        | Egyesült Királyság | Jenny Cowen          | 14        | 271.35    | 6          | 317.45     | 5       | 341.00 |
| 6        | Kanada             | Meaghan Benfeito     | 7         | 313.50    | 3          | 367.50     | 6       | 318.70 |
|          |                    |                      |           |           |            |            |         |        |
| 7        | Németország        | Christin Steuer      | 5         | 322.85    | 7          | 317.15     |         |        |
| 8        | Ausztrália         | Alexandra Croak      | 11        | 299.10    | 8          | 311.45     |         |        |
| 9        | Franciaország      | Audrey Labeau        | 6         | 315.70    | 9          | 292.15     |         |        |
| 10       | Venezuela          | Maria Betancourt     | 13        | 275.95    | 10         | 291.05     |         |        |
| 11       | Oroszország        | Olga Vintonjak       | 9         | 304.80    | 11         | 286.55     |         |        |
| 12       | Malajzia           | Traisy Vivien Tukiet | 12        | 294.70    | 12         | 250.50     |         |        |
|          |                    |                      |           |           |            |            |         |        |
| 13       | Kanada             | Celina Toth          | 8         | 312.90    |            |            |         |        |
| 14       | Kanada             | Carol-Ann Ware       | 10        | 301.85    |            |            |         |        |
| 15       | Brazília           | Natali Cruz          | 15        | 267.00    |            |            |         |        |
| 16       | Malajzia           | Cheong Jun Hoong     | 16        | 256.50    |            |            |         |        |
| 17       | Japán              | Nakagava Mai         | 17        | 254.85    |            |            |         |        |
| 18       | USA                | Laura Ryan           | 18        | 250.45    |            |            |         |        |
| 19       | Oroszország        | Darja Govor          | 19        | 250.20    |            |            |         |        |
| 20       | Brazília           | Nicoli Cruz          | 20        | 239.10    |            |            |         |        |
| 21       | USA                | Michelle Cabassol    | 21        | 238.40    |            |            |         |        |
| 22       | Egyesült Királyság | Brooke Graddon       | 22        | 229.00    |            |            |         |        |
| 23       | Németország        | Felicitas Lenz       | 23        | 214.25    |            |            |         |        |
| 24       | Venezuela          | Lisette Ramírez      | 24        | 0.00      |            |            |         |        |

#### 10 méteres szinkronugrás
| Helyezés | Ország             | Név                                     | Pontok |
| -------- | ------------------ | --------------------------------------- | ------ |
|          | Kína               | Liu Huj-hszia / Csu Csia-ming           | 328.62 |
|          | Kanada             | Meaghan Benfeito / Roseline Filion      | 318.90 |
|          | Kanada             | Pamela Ware / Carol-Ann Ware            | 296.16 |
| 4        | Ausztrália         | Melissa Wu / Alexandra Croak            | 293.16 |
| 5        | Németország        | Nora Subschinski / Christin Steuer      | 284.28 |
| 6        | Malajzia           | Cheong Jun Hoong / Traisy Vivien Tukiet | 278.40 |
| 7        | USA                | Michelle Cabassol / Kaylea Arnett       | 260.73 |
| 8        | Egyesült Királyság | Brooke Graddon / Jenny Cowen            | 249.30 |
| 9        | Brazília           | Natali Cruz / Nicoli Cruz               | 237.78 |